# Michel Berger
Michel Berger, artiestennaam van Michel-Jean Hamburger, (Neuilly-sur-Seine, 28 november 1947 - Ramatuelle, 2 augustus 1992) was een Franse zanger en liedjesschrijver van Joodse komaf, wiens ouders uit Polen afkomstig waren.
Hij is vooral bekend als tekstschrijver voor zijn echtgenote, de Franse zangeres France Gall. Hij schreef de muziek voor de Franse musical Starmania, die sinds 1979 met veel succes in Frankrijk wordt uitgevoerd. In Frans sprekende gebieden, maar ook daarbuiten, is Michel Berger nog steeds erg populair, onder andere met het nummer Chanter pour ceux qui sont loin de chez eux.
Hij schreef onder pseudoniem Alberto M. Hursel Adieu jolie Candy voor Jean-François Michael, dat later ook een succes werd voor Bobby Vinton onder de titel If that's all I can.
Michel Berger overleed op 44-jarige leeftijd aan een hartaanval tijdens een partijtje tennis. Hij ligt begraven op het kerkhof van Montmartre.

## Albums
- Puzzle (1971)
- Michel Berger (1973)
- Chansons pour une fan (1974)
- Que l'amour est bizarre (1975)
- Mon piano danse (1976)
- Beauséjour (1980)
- Michel Berger au Théâtre des Champs-Élysées (1980)
- Beaurivage (1981)
- Dreams in stones (1982)
- Voyou (1983)
- Michel Berger en public au Palais des Sports (1983)
- Différences (1985)
- Michel Berger au Zénith (1986)
- Ca ne tient pas debout (1990)
- Double jeu (met France Gall) (1992)

- Bibsys: 4108576
- Biblioteca Nacional de España: XX854319
- Bibliothèque nationale de France: cb13891392c (data)
- Gemeinsame Normdatei: 119296756
- International Standard Name Identifier: 0000 0000 8092 0085
- Library of Congress Control Number: n89625050
- MusicBrainz: 3c3f2d7e-95aa-4e3f-b431-0d9c3fb572cb
- Nationale Bibliotheek van Tsjechië: xx0151246
- Nationale en Universitaire bibliotheek Zagreb: 000130770
- Nederlandse Thesaurus van Auteursnamen: 073262463
- Réseau des bibliothèques de Suisse occidentale: 02-A012353880
- SNAC: w6962nc7
- Système universitaire de documentation: 073925780
- Virtual International Authority File: 12490830
- WorldCat: E39PBJkHvcF8d9RPkxr8mP9Rrq